# Gaivota-de-cabeça-preta

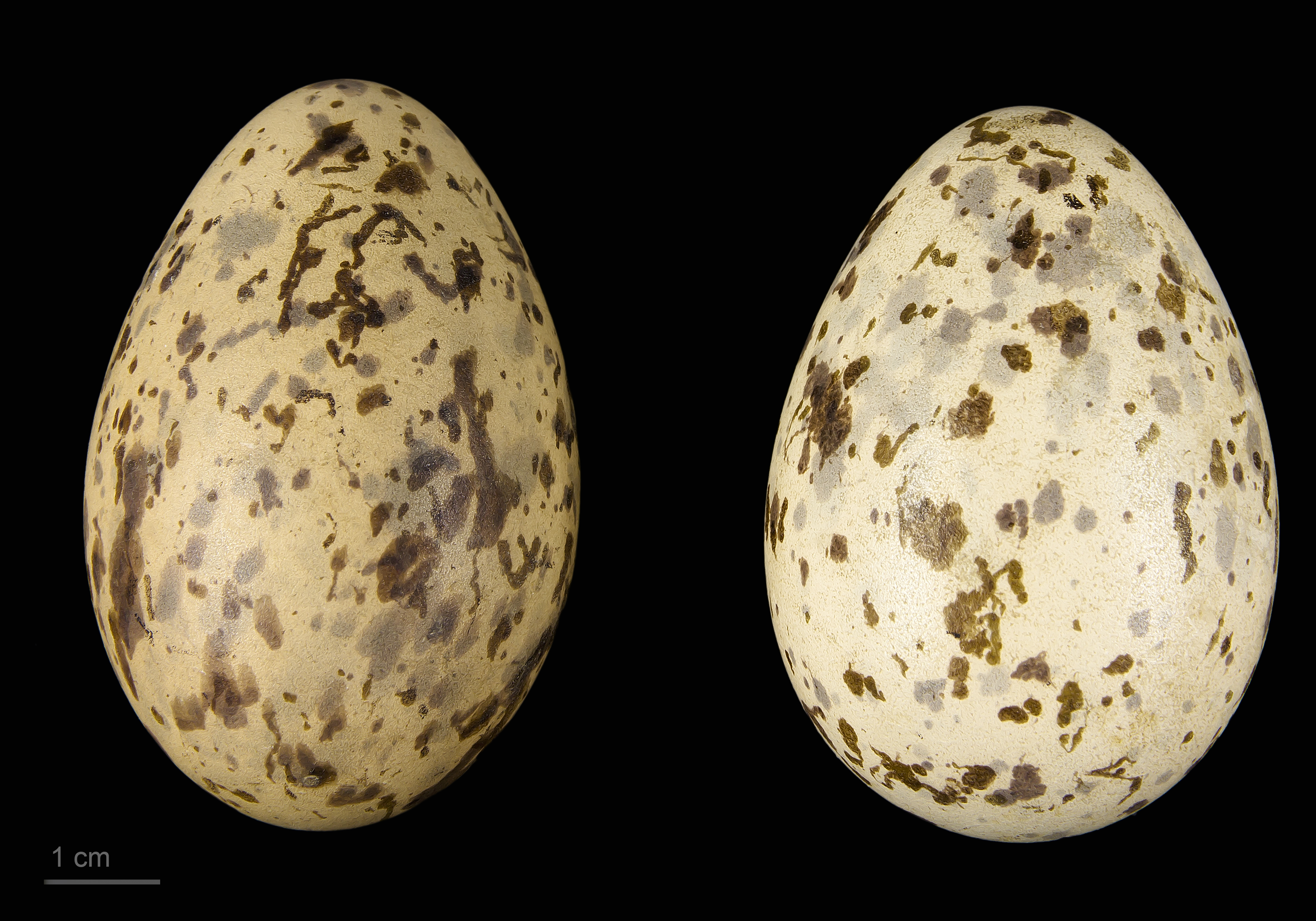
Ichthyaetus melanocephalus - MHNT

A gaivota-de-cabeça-preta (Ichthyaetus melanocephalus) é uma gaivota, pertencente ao género Ichthyaetus (por vezes também incluída no Larus) e à família Laridae. Os adultos caracterizam-se pelas suas asas totalmente brancas, pelas patas e pelo bico vermelhos e, durante a época de nidificação, pelo capuz preto.
A principal zona de reprodução desta gaivota situa-se na região do Mar Negro (Ucrânia), sendo aqui que nidifica a grande maioria da população desta espécie. Contudo, em anos recentes estabeleceram-se alguns núcleos reprodutores em diversos países da Europa ocidental, destacando-se, pela sua proximidade, as populações de França e Espanha. Em Portugal, esta gaivota está presente fora da época de nidificação, ocorrendo como migradora de passagem e invernante.

## Subespécies
A espécie é monotípica (não são reconhecidas subespécies).